# Dinotrema sylvaticum
Dinotrema sylvaticum är en stekelart som beskrevs av Vladimir Ivanovich Tobias 2003. Dinotrema sylvaticum ingår i släktet Dinotrema och familjen bracksteklar. Inga underarter finns listade i Catalogue of Life.